# Liste der Bundesparteitage der AfD

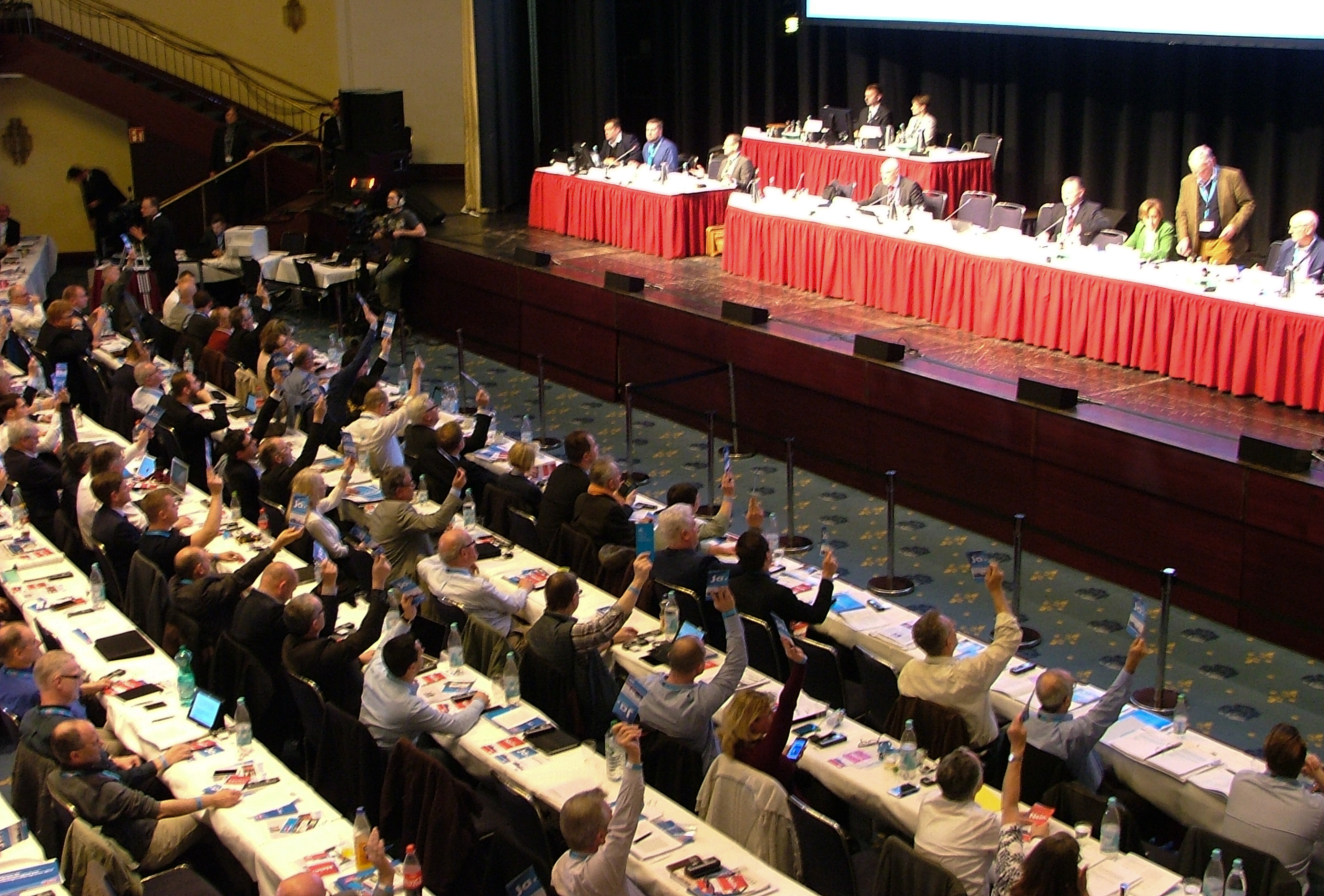
Bundesparteitag der AfD 2017 in Köln

Die Liste der Bundesparteitage der AfD führt alle Bundesparteitage der Alternative für Deutschland auf. Außerordentliche Parteitage sind als solche gekennzeichnet.
| Nr.                               | Datum                                      | Ort                            | Zusammenfassung |
| --------------------------------- | ------------------------------------------ | ------------------------------ | --- |
| 1. Bundesparteitag                | 14. April 2013                             | InterContinental Berlin        | Auf dem Berliner „Gründungsparteitag“ wurden Bernd Lucke, Konrad Adam und Frauke Petry zu gleichberechtigten Sprechern des Parteivorstandes gewählt. |
| 2. Bundesparteitag                | 25. Januar und 1. Februar 2014             | Aschaffenburg                  | Bei dem Parteitag bestimmte die AfD ihre Liste für die Europawahl 2014. Bernd Lucke wurde Spitzenkandidat. |
| 3. Bundesparteitag                | 22. und 23. März 2014                      | Erfurt                         | Beschluss des Wahlprogramms zur Europawahl 2014; Nachwahl von Bundesvorstandsmitgliedern |
| 4. Bundesparteitag                | 30. Januar und 1. Februar 2015             | Bremen/Berlin                  | Beschluss des Wahlprogramms zur Europawahl 2014; Nachwahl von Bundesvorstandsmitgliedern |
| Außerordentlicher Bundesparteitag | 4. und 5. Juli 2015                        | Essen                          | Bei dem außerordentlichen Parteitag wählte der Mitgliederparteitag Frauke Petry in einer Kampfabstimmung anstelle von Bernd Lucke zur ersten Parteisprecherin. Jörg Meuthen wurde zweiter Parteisprecher. Lucke verließ in der Folge die Partei und gründete die Allianz für Fortschritt und Aufbruch.                 |
| 5. Bundesparteitag                | 28. und 29. November 2015                  | Hannover                       | Beschluss einer neuen Bundessatzung |
| 6. Bundesparteitag                | 30. April und 1. Mai 2016                  | Stuttgart                      | Der Mitgliederparteitag verabschiedete ein erstes Grundsatzprogramm. |
| 7. Bundesparteitag                | 22. und 23. April 2017                     | Köln                           | Bei dem Delegiertenparteitag wurden Alexander Gauland und Alice Weidel zu den Spitzenkandidaten für die Bundestagswahl 2017 gewählt. |
| 8. Bundesparteitag                | 2. und 3. Dezember 2017                    | Hannover                       | Bei dem Parteitag in Hannover wurde ein neuer Bundesvorstand gewählt. Neue Vorsitzende sind Alexander Gauland und Jörg Meuthen. |
| 9. Bundesparteitag                | 30. Juni und 1. Juli 2018                  | Messe Augsburg                 | Der Deligiertenparteitag beschließt die Anerkennung der Desiderius-Erasmus-Stiftung als parteinahe Stiftung. |
| 10. Bundesparteitag               | 30. November und 1. Dezember 2019          | Volkswagenhalle, Braunschweig  | Nach dem Abgang von Alexander Gauland als Parteisprecher werden Tino Chrupalla und Jörg Meuthen Parteivorsitzende der AfD aus Bundesebene. |
| 11. Bundesparteitag               | 28. und 29. November 2020                  | Wunderland Kalkar              | Der Parteitag beschloss ein Rentenkonzept. Nachdem der Bundesvorstand-Beisitzer Andreas Kalbitz aus der Partei ausgeschlossen worden war, wurde die Bundestagsabgeordnete Joana Kotar zur Beisitzerin gewählt. Carsten Hütter wurde zum Schatzmeister, Christian Waldheim zum stellvertretenden Schatzmeister gewählt. |
| 12. Bundesparteitag               | 10. und 11. April 2021                     | Messe Dresden                  | Der Parteitag beschäftigte sich vor allem mit dem Wahlprogramm zur Bundestagswahl 2021. |
| 13. Bundesparteitag               | 17. bis 19. Juni 2022                      | SACHSENarena, Riesa            | Im Mittelpunkt standen die Neuwahlen es Vorstandes. nach dem Rücktritt von Jörg Meuthen wurde Alice Weidel neue Vorsitzende neben Tino Chrupalla. |
| 14. Bundesparteitag               | 28. bis 30. Juli und 4. bis 6. August 2023 | Magdeburg                      | Im Mittelpunkt standen das Europawahlprogramm und die Aufstellung der Europawahlliste. Maximilian Krah wurde zum Spitzenkandidaten gewählt. |
| 15. Bundesparteitag               | 29. und 30. Juni 2024                      | Grugahalle, Essen              | Im Zentrum des Parteitages standen die Vorstandswahlen des Bundesvorstandes. Die Parteivorsitzenden Tino Chrupalla und Alice Weidel wurden wiedergewählt. |
| 16. Bundesparteitag               | 11. und 12. Januar 2025                    | WT Energiesysteme Arena, Riesa | Der Parteitag verabschiedete ein Wahlprogramm zur Bundestagswahl 2025 und wählte Co-Parteichefin Alice Weidel zur Kanzlerkandidatin. Der Parteitag beschloss außerdem die Gründung einer neuen Jugendorganisation als Ersatz für die Junge Alternative für Deutschland (JA).                                           |